# Dimbokro
Dimbokro – miasto w południowej części Wybrzeża Kości Słoniowej; stolica regionu N'zi-Comoé; według danych szacunkowych na rok 2010 liczy 61 497 mieszkańców. W miejscu znajduje się port lotniczy Dimbokro.